# Эхекрат
Эхекрат (др.-греч.  Ἐχεκράτης, Echekrátēsς) (около 500 г. до н. э.) — пифагорейский философ.
Родился в древнегреческом Флиунте (Флиасия, Пелопоннес), некоторое время жил в Южной Италии.
Ученик Филолая. Эхекрат был один из последних пифагорейцев IV в. до н.э.. После начала преследований школы пифагорейцев в Великой Греции, он удалился через Регий во Флиунт, с которым пифагорейцы, как с местом рождения предков своего главы, стояли в близких отношениях.. То обстоятельство, что в одном из известных диалогов Платона «Федон» просит тёзку диалога Федона из Элиды рассказать ему историю последних часов знаменитого философа., что указывает, по-видимому, на близкие отношения Платона и Эхекрата. Изложение истории Федоном составляет большую часть диалога, хотя Эхекрат время от времени прерывает рассказчика, чтобы задать вопросы, относящиеся к пересказанному, особенно его интересует, где говорит о том, что душу можно понять как «гармонию» функций тела.
Эхекрат и Федон из Элиды являются участниками диалога, согласно которому при казни Сократа присутствовали Федон, Аполлодор, Критобул с отцом, Гермоген, Эпиген, Эсхин, Антисфен, Ктесипп, Менексен, фиванцы Симмий, Кебет, Федонд, мегарцы Евклид и Терпсион.
Об Эхекрате мало что известно, кроме того, что раскрывает Платон, поскольку он упоминается в очень немногих произведениях. Его статус как пифагорейца также упоминает Диоген Лаэртский и его внимание, забота и уважение к Сократу, отражаются в его философских убеждениях. По Цицерону, Платон пользовался навыками Эхекрата, поученными в Локрах в Италии.
Об Эхекрате упоминает также его ученик Аристоксен, который учился также у Ксенофила, Филолая и Эврита, который описал его как одного из последних пифагорейцев.